# Rayán (ciudad)
Rayán (en árabe الريان, traducido como Riego) es la ciudad capital del Municipio de Rayán. Está ubicada en el centro este de Catar, es la segunda urbe más grande y la tercera más poblada del país árabe.
La fecha de la fundación de la ciudad es incierta, pero antes de la expansión del área metropolitana de Doha, el sitio de Rayán consistía en varias aldeas rurales y villas ambientadas para los funcionarios del Estado. Al crecer Rayán como una ciudad unificada, el paralelo avance de Doha terminó por fusionar ambas urbes en un gran área metropolitana.
Su nombre proviene por la llanura de inundación que permitía sembrar cereales, el agua que se quedaba posterior a la inundación era usada para regar los sembríos, de esa forma la zona fue llamada Al Rayyan que en idioma español significa «riego».
La Qatar Foundation tiene la ciudad de educación y el Parque de Ciencia y Tecnología en el corazón de la ciudad, igualmente se encuentra la Zona Aspire, en donde a su vez se ubica la Aspire Academy y el Estadio Internacional Khalifa, de 50.000 espectadores, en la que fue sede de los Juegos Asiáticos de 2006, de la final de la Copa Asiática 2011, del Campeonato Mundial de Atletismo de 2019, y de la Copa Mundial de Fútbol de 2022. Además se encuentra el Estadio Ciudad de la Educación, que también fue una las sedes de la Copa del Mundo de Fútbol de 2022. En la ciudad también se encuentra un hipódromo y el zoológico de Al Dosari, el más grande del país.